# 미안지니두더지쥐
미안지니두더지쥐(Tachyoryctes annectens)는 소경쥐과에 속하는 설치류의 일종이다. 케냐의 토착종이다. 자연 서식지는 건조 사바나 지역과 목초지, 시골 정원이다. 일부 분류학자들은 동아프리카두더지쥐와 같은 종으로 간주한다.